# بويرتو فاراس

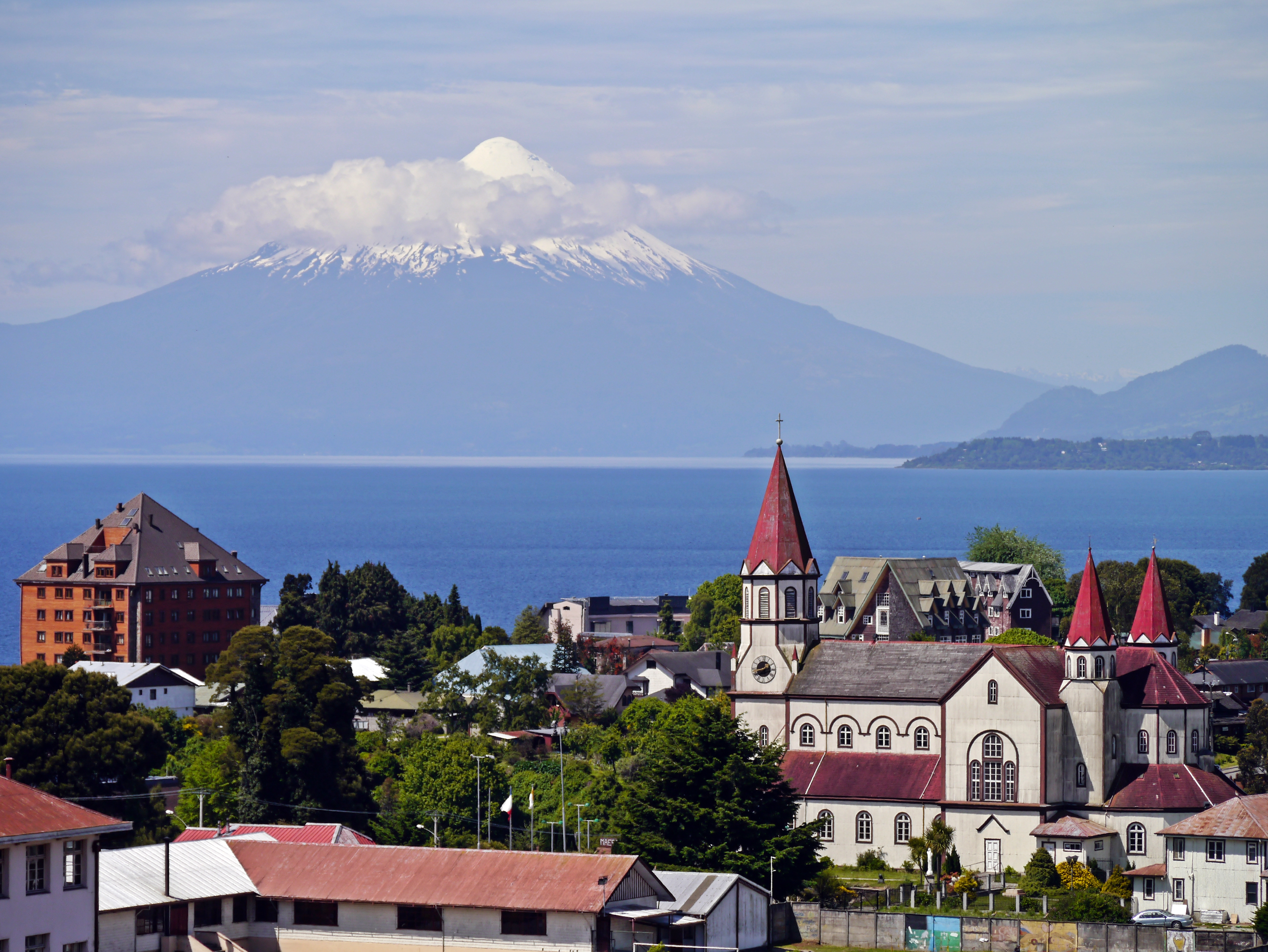
Puerto Varas

بويرتو فاراس (بالإنجليزية: Puerto varas)‏ هي مدينة في وسط تشيلي يبلغ عدد سكانها نحو 33.000 نسمة، وتقع في المنطقة 10 (ريغيون دي لوس لاغوس) . تبعد نحو 20 كيلومتر شمال مدينة بويرتو منونت. كما يقع بركان أوزورنو بالقرب من بويرتو فاراس.
تقع مدينة بويرتو فاراس عل الساحل الجنوبي لبحيرة «لاغو لانكيهوي» . وهي ثاني أكبر بحيرات تشيلي حيث تبلغ مساحتها 860 كيلومتر مربع. في الشمال الشرقي من البحيرة يوجد بركان أوزورنو الذي يبلغ ارتفاعه 2652 متر، وتعلو قمته الجليد ن فتعطيه منظرا رائعا.
تعتبر درجة الحرارة باردة إلى حد ما، فهي في الشتاء نحو 6 درجات مئوية وفي الصيف ترتفع على 14 درجة مئوية.

## توأمة
لبويرتو فاراس اتفاقيات توأمة مع كل من:
- ريو دي جانيرو
- باريلوتشي

## صور من بويرتو فاراس

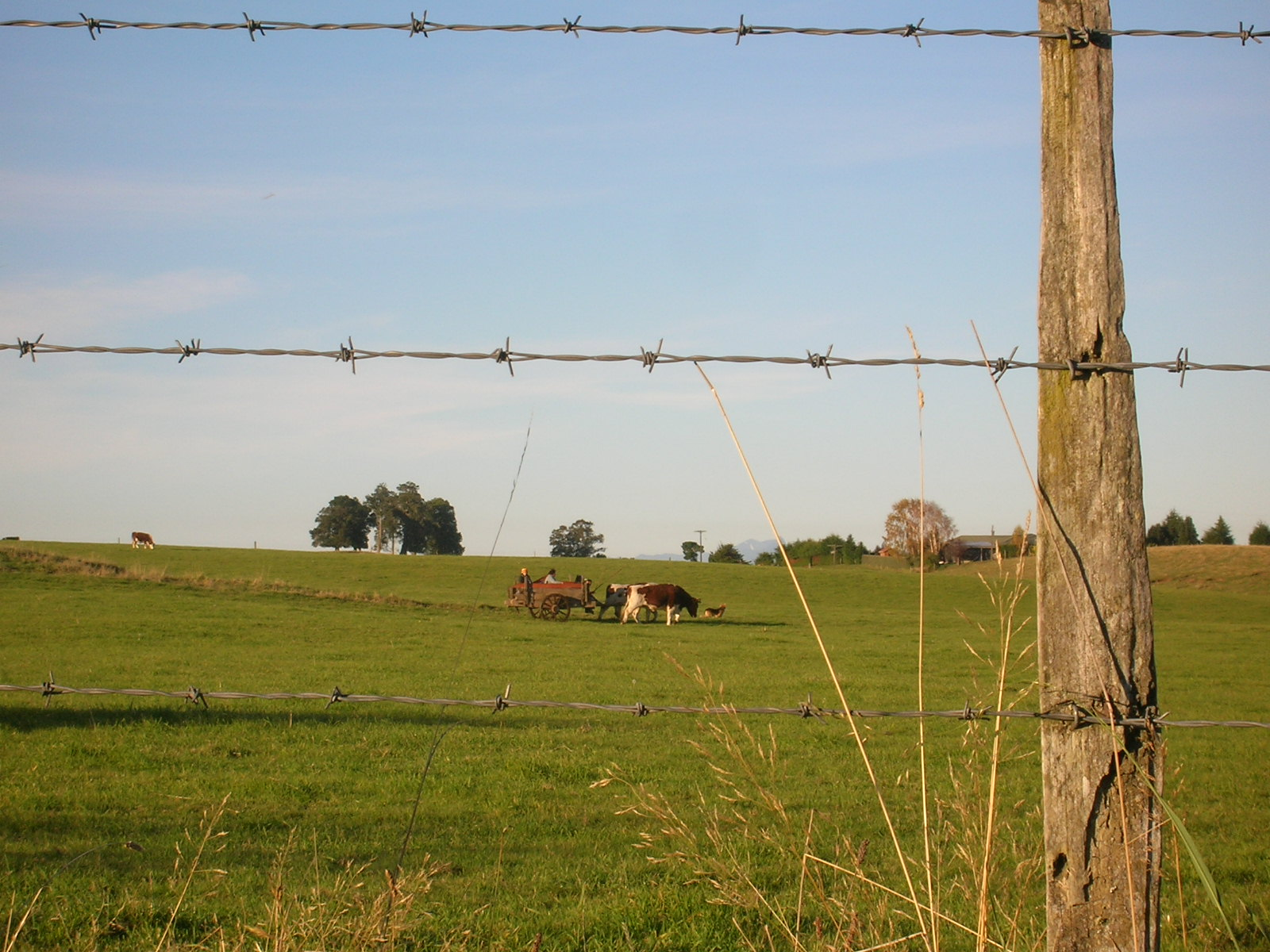
تضاريس
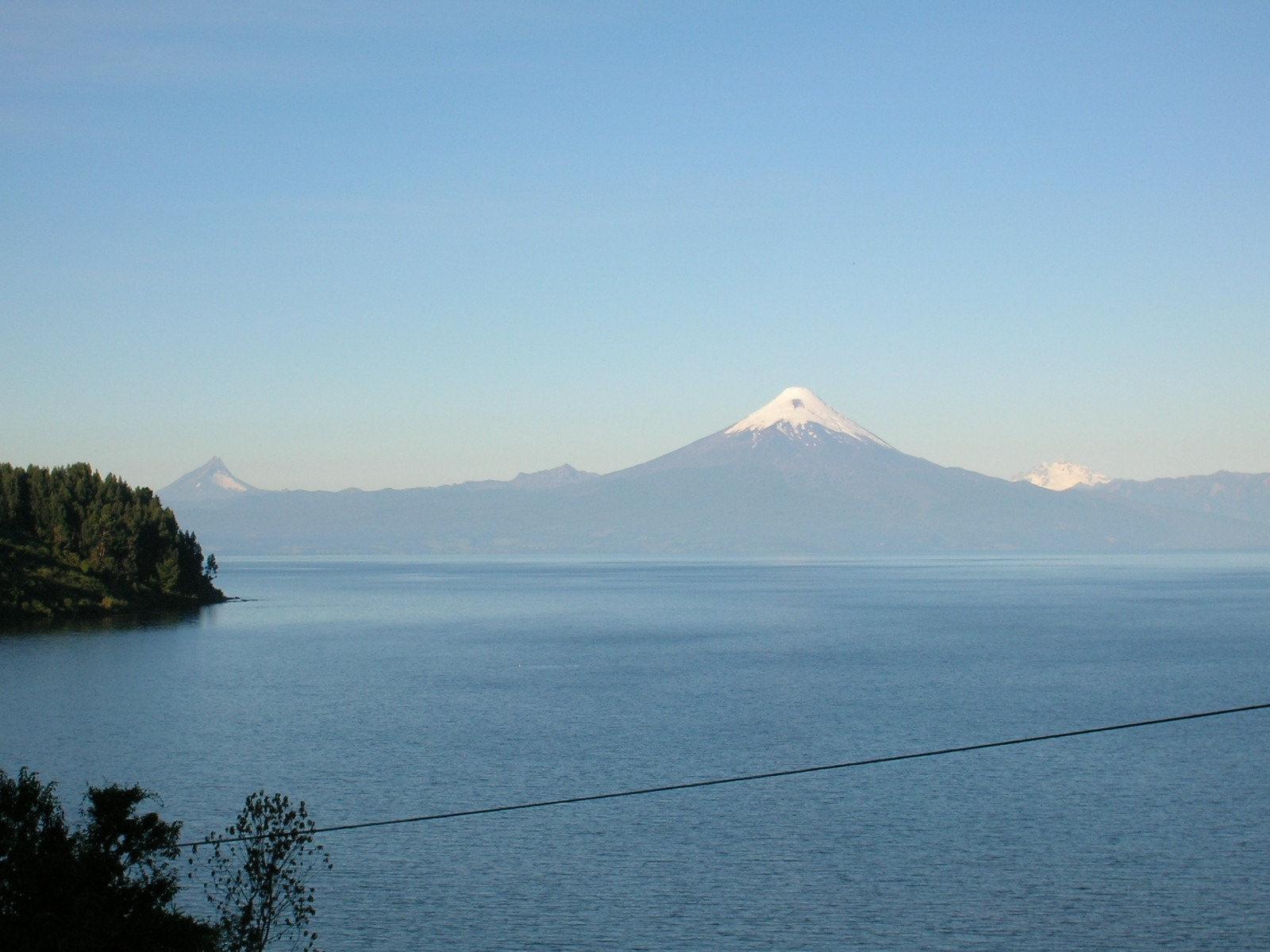
بحيرة لانكهوي و بركان أوزورنو
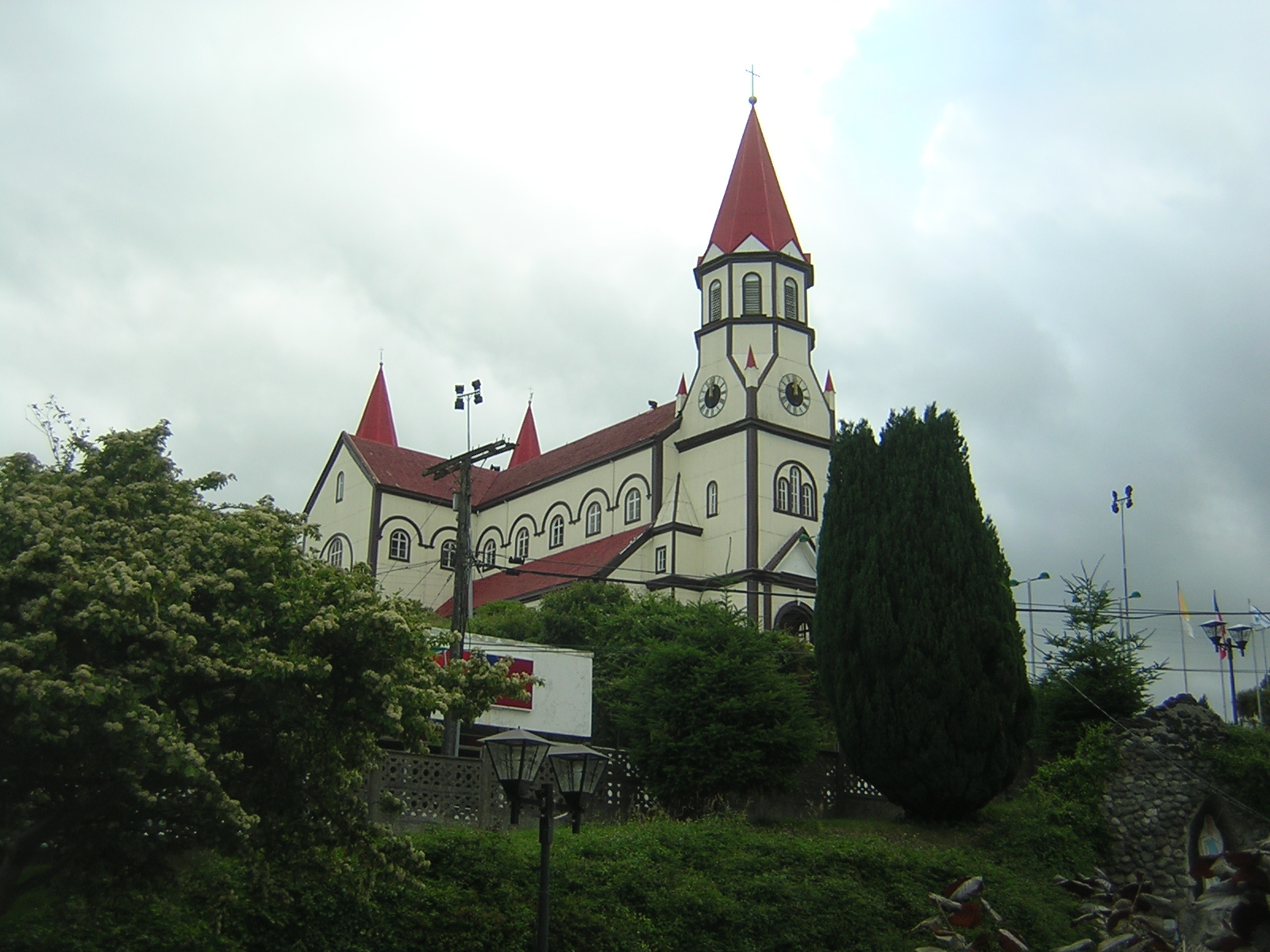
إحدى كنائس بويرتو فاراس
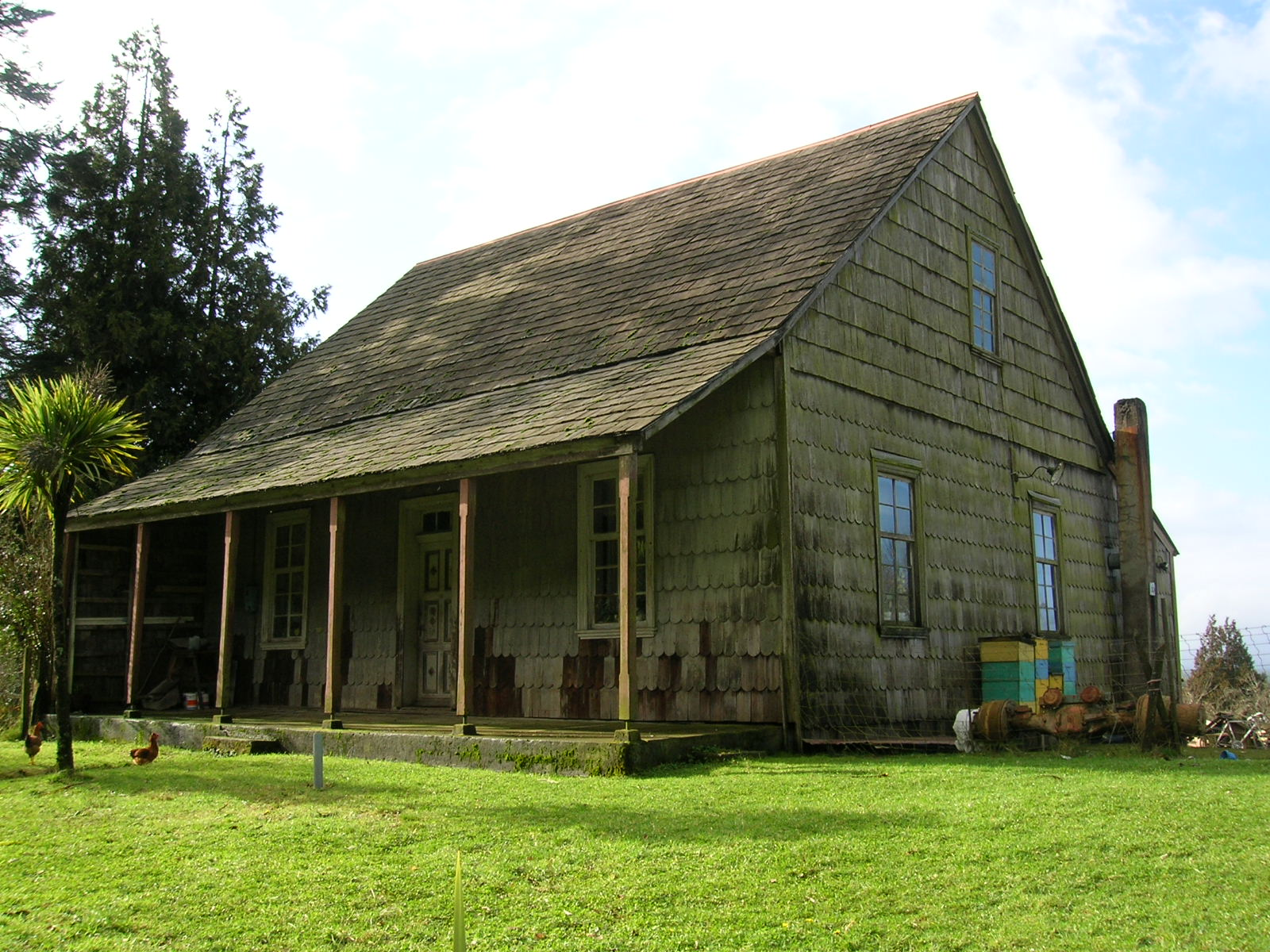
بيت نازحين
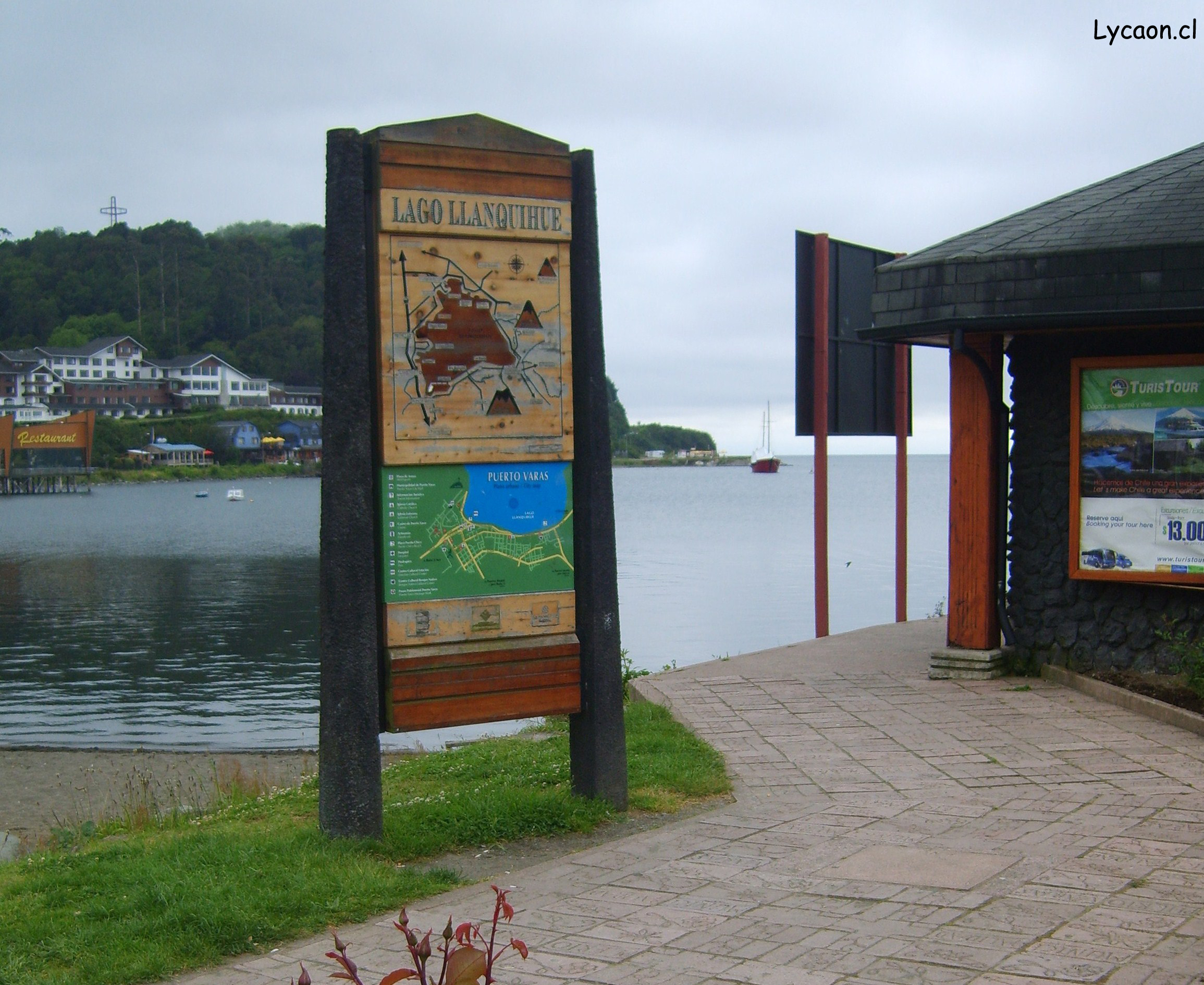
مركز استعلامات السياح
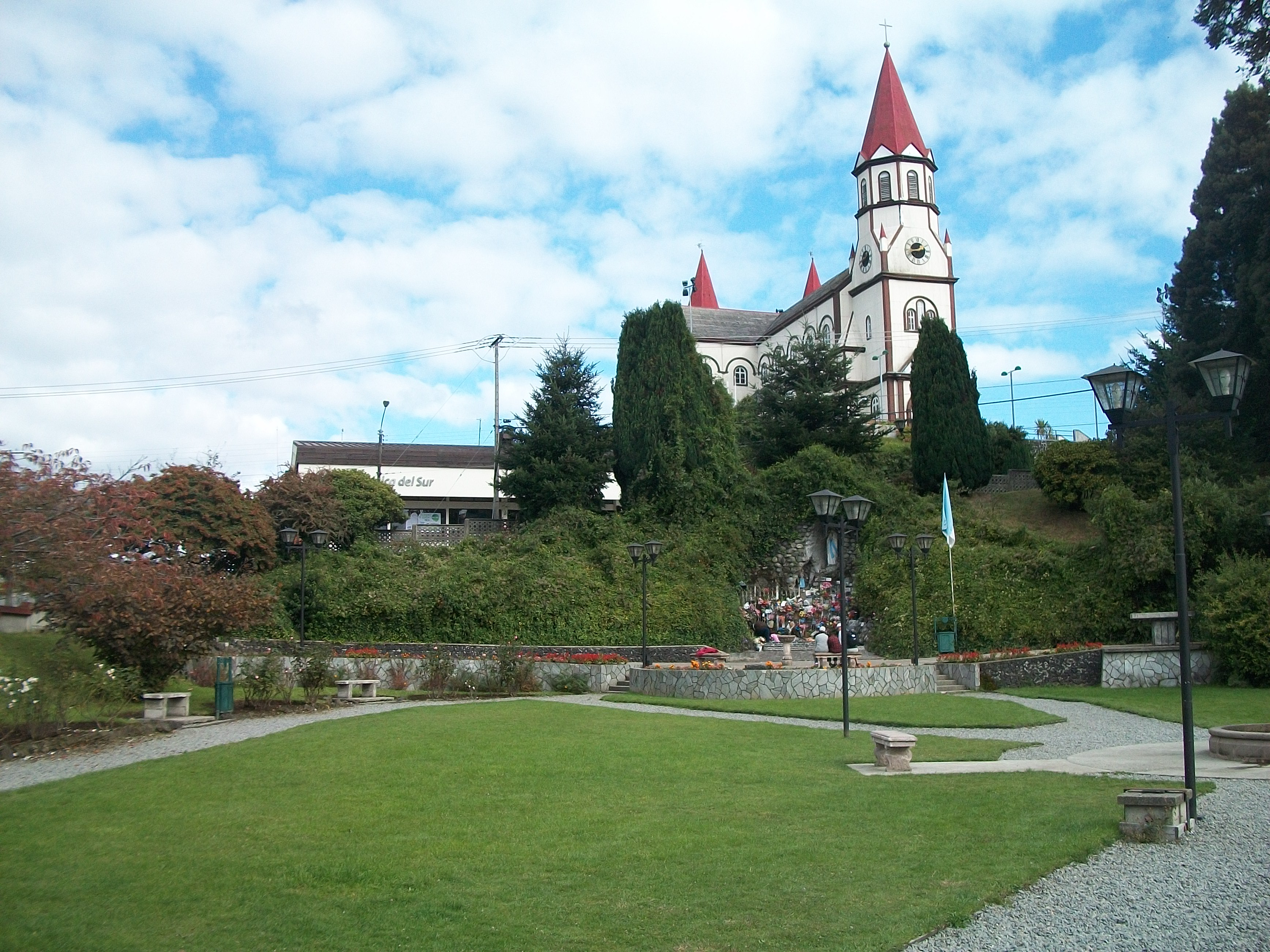
كنيسة خشبية من النمط الألماني
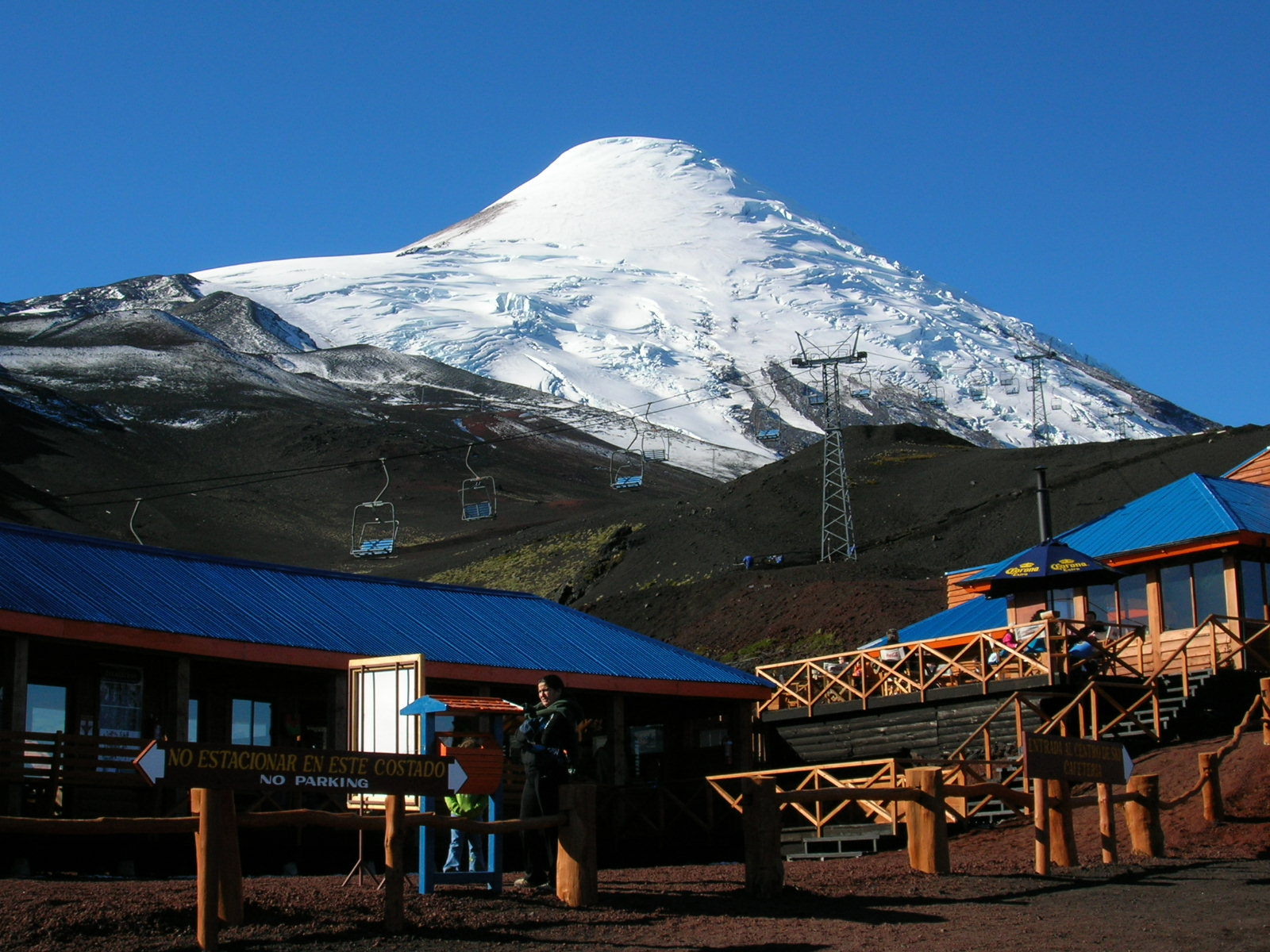
لا بوربوخا : مركز تزلق على الجليد
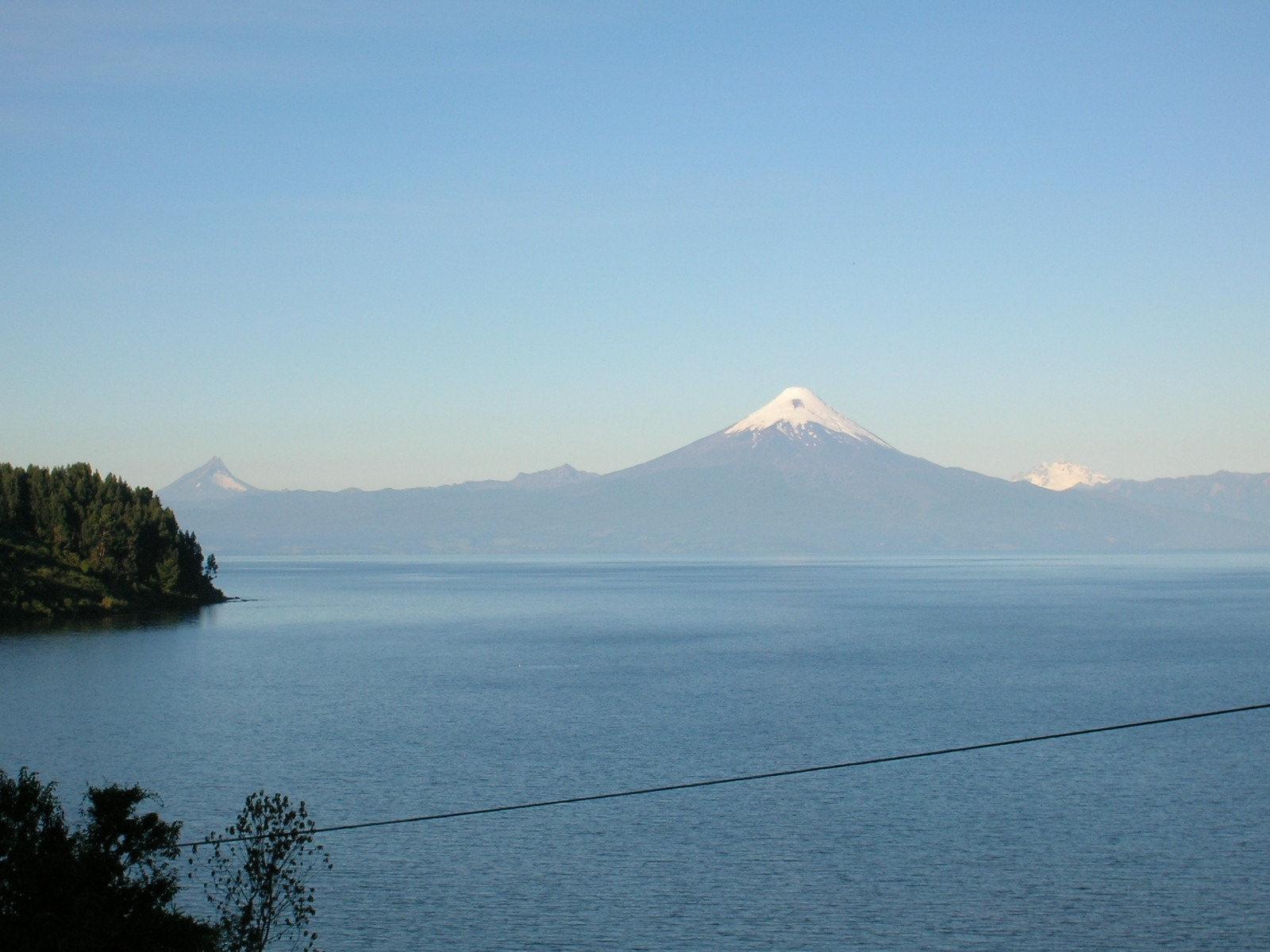
بحيرة لانكيهوي و بركان أوزورنو.
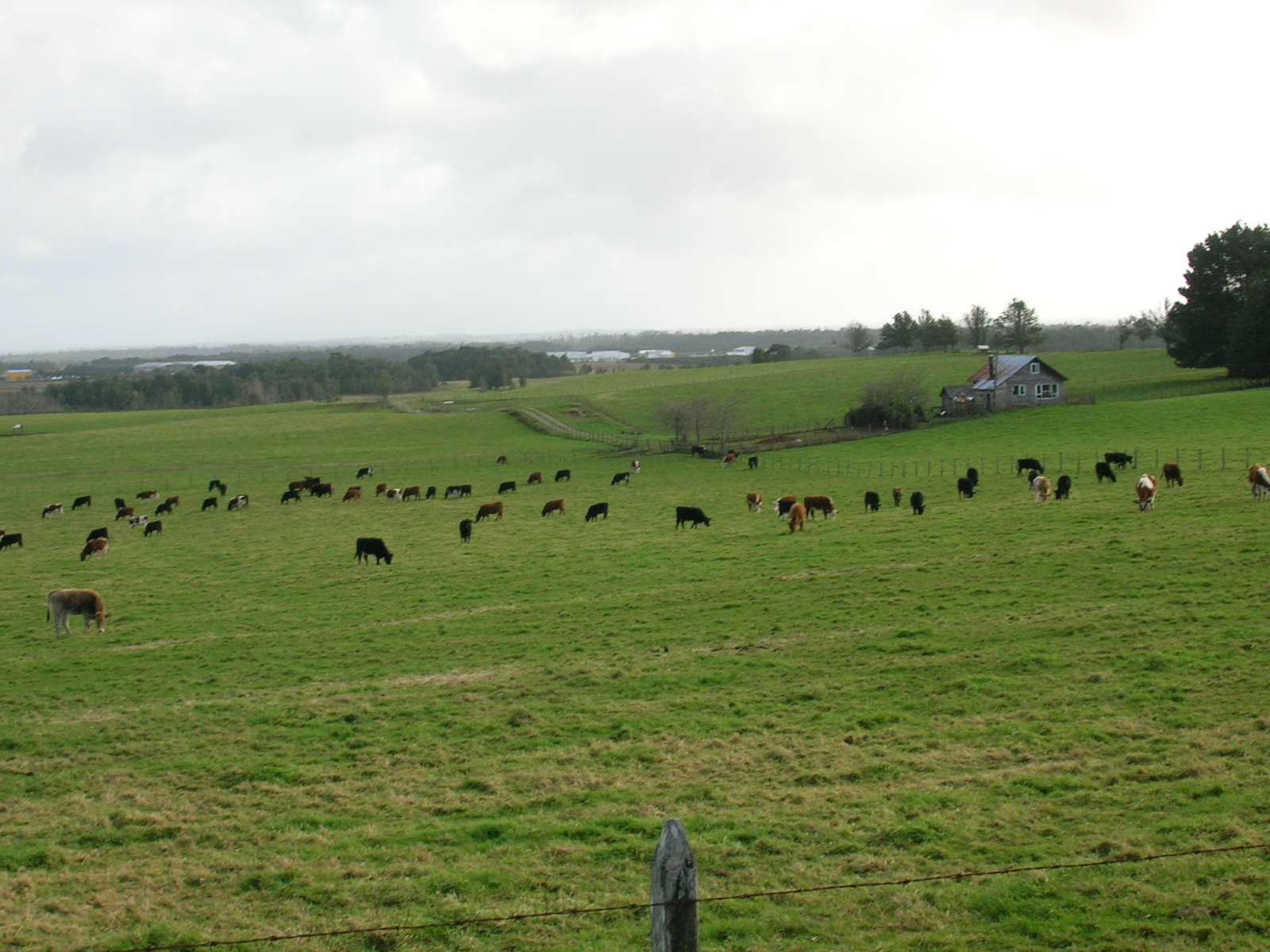

## اقرأ أيضا
- بركان أوزورنو
- الكالافات